# شقایق‌واران
شقایق‌واران یا پاپاورواران (نام علمی: Papaveroideae) نام یک زیرخانواده از تیره شقایقیان است. سرده یا جنس‌های خشخاش (Papaver) و شقایق (Glaucium) جزو این زیرتیره (زیرخانواده) هستند.